# 卡斯鎮區 (北卡羅萊納州格林縣)
卡斯鎮區（英語：Carrs Township）是位於美國北卡羅萊納州格林縣的一個鎮區。

## 地方資料
卡斯鎮區的面積為57.75平方千米，皆為陸地。根據2020年美國人口普查的數據，當地共有人口758人，而人口密度為每平方千米13.13人。